# بروس دیوی
بروس دیوی (انگلیسی: Bruce Davey) یک تهیه‌کننده اهل استرالیا است.
وی برندهٔ جوایزی همچون جایزه اسکار بهترین فیلم برای فیلم شجاع‌دل شده است.

## فیلم‌شناسی
- شجاع‌دل
- هملت
- آنچه زنان می‌خواهند
- مصائب مسیح
- ماوریک
- کارآگاه آوازخوان
- ما سرباز بودیم
- پاپاراتزی
- شوهر ایده‌آل
- همیشه جوان
- هتل میلیون دلاری
- یک هشت هفت
- آپوکالیپتو
- هوابرد
- مرد بدون چهره
- سفر فلیسیا
- سرافیم فالز
- بیگانه را بگیر
- تیمارستان استون‌هیرست
- ستیغ هک‌سا